# Centrotex
Centrotex byl československý podnik zahraničního obchodu. Své sídlo měl na pražském náměstí Hrdinů. Zabýval se vývozem textilních výrobků, a to především textilních tkanin a tkanin z chemických nebo syntetických materiálů. Exportoval také výrobky pletené či stávkové, dále bytový textil, koberce, ale také konfekci, pokrývek hlavy a jiných výrobků vyráběných ze syntetických vláken. Ze zahraničí naopak dovážel suroviny pro textilní průmysl, tedy bavlnu, vlnu, vlákna přírodní či umělá, stejně tak živočišné srsti a další druhy příze. Importoval ale také hotové textilní výrobky jako byla konfekce, stávkové či pletené výrobky, také tkaniny textilní i umělé z chemických nebo syntetických materiálů, dále dovážel bytový textil, koberce a jiné textilní výrobky.